# 스벤 크라머르
스벤 크라머르(네덜란드어: Sven Kramer, 1986년 4월 23일~)는 네덜란드의 스피드 스케이팅 선수이다. 스피드 스케이팅이 인기 종목인 네덜란드에서 가장 유명한 스포츠 선수 중 하나이다.

## 경력
장거리 전문 선수로, 2004년 세계 주니어 선수권에서 종합 2위에 올랐고, 그 해 말 네덜란드 선수권에서 종합 우승하였다. 2005년 5,000m에서 세계 신기록을 세운 이후 5,000m와 10,000m에서 여러 차례 세계 신기록을 세웠다. 2006년 동계 올림픽 5,000m 은메달, 팀 추월 동메달을 획득했다. 그 후 스피드 스케이팅 남자 장거리 부문에서 세계 최고의 선수 자리를 계속 지키고 있다. 2007년 ~ 2009년 3년 연속으로 세계 종목별 선수권 5,000m·10,000m·팀 추월에서 모두 금메달을 따는 대기록을 세웠으며, 같은 기간 세계 종합 선수권도 재패하였다. 2007년, 5,000m와 10,000m 세계 신기록을 깬 이후 그의 세계 신기록은 계속 유지되고 있으며, 2010년 밴쿠버에서 열린 동계 올림픽에서도 5,000m와 10,000m에서 가장 유력한 우승 후보로 거론되었다.
예상대로 크라머르는 밴쿠버 동계 올림픽 5,000m 종목에서 타 선수들을 압도하며 금메달을 땄다. 이때 그의 뒤를 이어서 스피드 스케이팅 부문에서는 신인 선수였던 대한민국의 이승훈이 은메달을 획득하여 주목을 받았다. 10,000m에서는 그보다 먼저 경기를 뛴 이승훈이 올림픽 신기록을 세우는 좋은 기록을 내어 눈길을 끈 가운데, 크라머르는 마지막 조에서 경기를 펼치게 되었다. 크라머르는 경기 중반까지 이승훈의 기록을 뛰어넘는 등 무난한 경기를 펼쳐, 그의 두 번째 금메달은 거의 확실해 보였다. 그러나 17번째 바퀴에서 제라드 켐커스 코치가 실수로 코스 유도를 잘못하는 바람에 그 이후로 인코스와 아웃코스를 바꾸어 달렸다. 이러한 사실을 몰랐던 크라머르는 25바퀴를 모두 돈 후 골인하며 12:54.50의 기록으로 우승한 것으로 알고 환호했으나, 곧 코스 이탈이 드러나 실격 처리되어 이승훈에게 금메달을 헌납했다. 곧이어 벌어진 팀 추발에서 다시 금메달을 노렸으나, 준결승에서 예상외로 미국 팀에 패해 결승에 진출하지 못했고, 3-4위전에서 승리하여 동메달을 획득하였다. 그리고 3월, 고향 헤이렌베인에서 열린 세계 종합 선수권에서 남자 선수로는 사상 처음으로 4회 연속으로 우승하며 동계 올림픽 10,000m에서 실격한 아쉬움을 달랠 수 있었다.
이런 사건에도 불구하고 본인은 제라드 켐커스 코치를 인정했으며, 2014년 동계 올림픽에서 다시 한 번 함께하게 됐다.

## 기록

### 개인 최고 기록
| 종목    | 기록         | 날짜         | 장소                                   | 기타 |
| 500m    | 36초 17      | 2009. 12. 27 | 네덜란드 헤이렌베인 (티알프)           |      |
| 1000m   | 1분 09초 77  | 2015. 02. 28 | 캐나다 캘거리 (올림픽 오벌)            |      |
| 1500m   | 1분 43초 54  | 2019. 12. 11 | 미국 솔트레이크시티 (유타 올림픽 오벌) |      |
| 3000m   | 3분 38초 78  | 2016. 12. 21 | 네덜란드 헤이렌베인 (티알프)           |      |
| 5000m   | 6분 03초 32  | 2007. 11. 17 | 캐나다 캘거리 (올림픽 오벌)            |      |
| 10000m  | 12분 38초 89 | 2017. 02. 11 | 대한민국 강릉 (강릉 아이스 아레나)     |      |
| 팀 추월 | 3분 35초 60  | 2013. 11. 16 | 미국 솔트레이크시티 (유타 올림픽 오벌) |      |

### 세계 신기록
| 종목    | 기록         | 날짜         | 장소                                   |
| 5000m   | 6분 08초 78  | 2005. 11. 19 | 미국 솔트레이크시티 (유타 올림픽 오벌) |
| 10000m  | 12분 51초 61 | 2006. 03. 19 | 캐나다 캘거리 (올림픽 오벌)            |
| 10000m  | 12분 49초 88 | 2007. 02. 11 | 네덜란드 헤이렌베인 (티알프)           |
| 5000m   | 6분 07초 48  | 2007. 03. 03 | 캐나다 캘거리 (올림픽 오벌)            |
| 10000m  | 12분 41초 69 | 2007. 03. 10 | 미국 솔트레이크시티 (유타 올림픽 오벌) |
| 팀 추월 | 3분 37초 80  | 2007. 03. 11 | 미국 솔트레이크시티 (유타 올림픽 오벌) |
| 5000m   | 6분 03초 32  | 2007. 11. 17 | 캐나다 캘거리 (올림픽 오벌)            |
| 팀 추월 | 3분 37초 17  | 2013. 11. 09 | 캐나다 캘거리 (올림픽 오벌)            |
| 팀 추월 | 3분 35초 60  | 2013. 11. 16 | 미국 솔트레이크시티 (유타 올림픽 오벌) |

### 올림픽 신기록
| 종목    | 기록        | 날짜         | 장소                               |
| 5000m   | 6분 09초 76 | 2018. 02. 11 | 대한민국 강릉 (강릉 아이스 아레나) |
| 팀 추월 | 3분 37초 71 | 2014. 02. 22 | 러시아 소치 (아들레르 아레나)      |

## 같이 보기
- 올림픽 다관왕 목록